# JASIS
JASIS (Japan Analytical and Scientific Instruments Show)とは、日本で開催される分析機器およびその関連機器等の展示会である。

## 概要
国内外の出展社数は400社以上で世界有数の規模で研究、分析、環境、検査などの機器展示、新技術説明会が開催される。
主催
一般社団法人日本分析機器工業会、一般社団法人日本科学機器協会

## 沿革
- 1960年 - 「全日本科学機器展」開催[2]
- 2010年 - 日本分析機器工業会と日本科学機器協会の共同主催により「分析展・科学機器展」開催[2]
- 2012年 - JASISに名称が変更された[2]